# Totnes
Totnes (pronunțat /ˈtɒtnɨs/ sau /tɒtˈnɛs/) este un oraș în comitatul Devon, regiunea South West, Anglia. Orașul se află în districtul South Hams a cărui reședință este.